# Recht auf Kenntnis der eigenen Abstammung
Das Recht auf Kenntnis der eigenen Abstammung ist ein Persönlichkeitsrecht. 

## Internationales Recht
Zu den Rechtsgrundlagen zählen Artikel 8 UN-Kinderrechtskonvention, Artikel 7 Absatz 1 der UN-Kinderrechtskonvention und das Haager Adoptionsübereinkommen.

## Deutschland

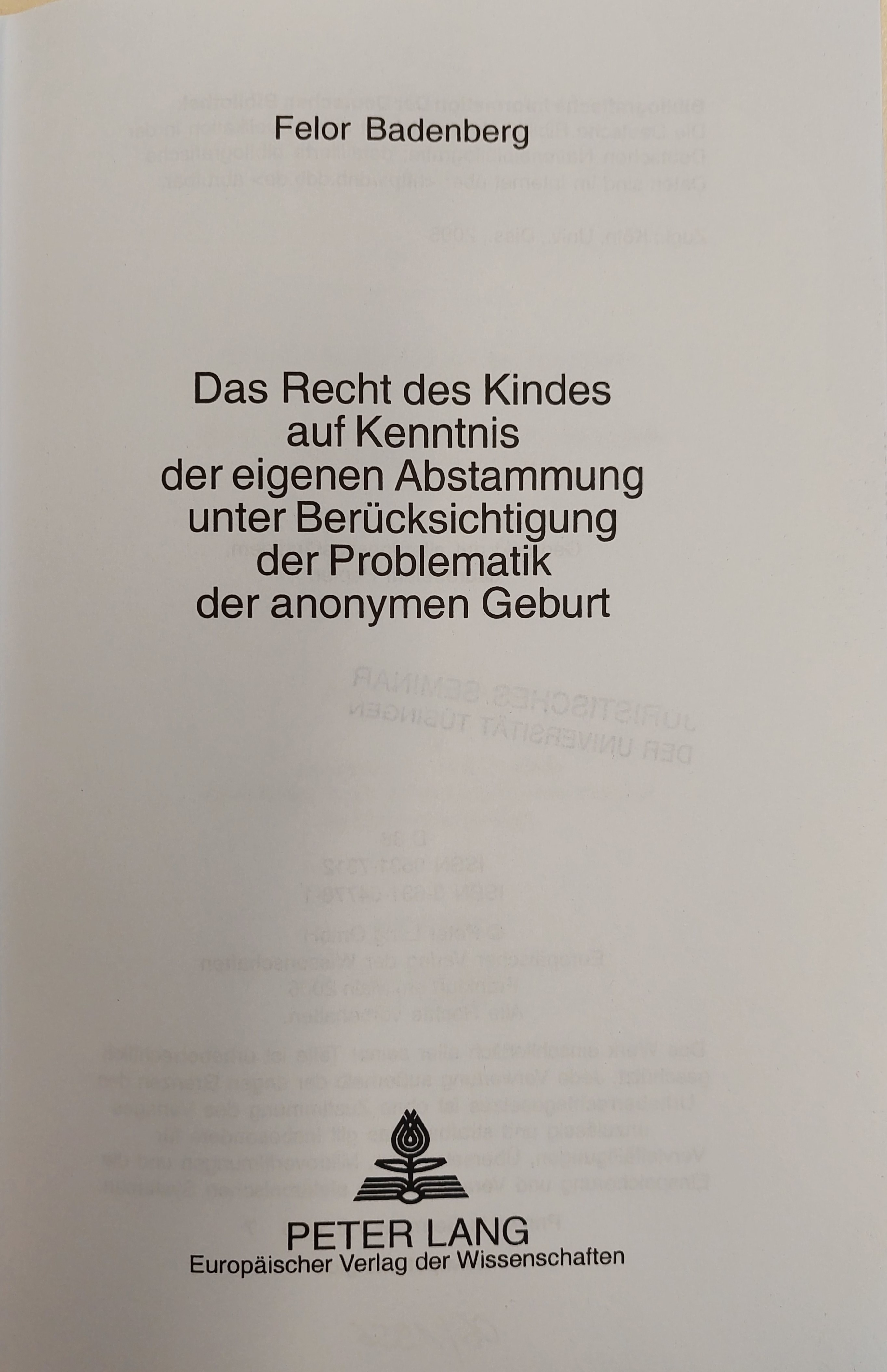
Felor Badenberg, Kölner Dissertation, 2006

Das Bundesverfassungsgericht entschied 1989, dass es zu den Persönlichkeitsrechten eines Menschen gehört, seine genetische Herkunft zu kennen.
Das OLG Hamm entschied im Februar 2013, dass ein durch künstliche Befruchtung gezeugter Mensch das Recht auf die Herausgabe des Namens seines biologischen Vaters hat. Es gab damit dem Recht auf Wissen um die eigene Abstammung Vorrang vor der Anonymität, die den Samenspendern damals zugesichert worden war. Der Bundesgerichtshof (BGH) hat 2015 in einem Grundsatzurteil diese Position bekräftigt.
Seit dem 1. Juli 2018 hat eine Person, die vermutet, durch heterologe Verwendung von Samen bei einer ärztlich unterstützten künstlichen Befruchtung gezeugt worden zu sein, nach dem Gesetz zur Regelung des Rechts auf Kenntnis der Abstammung bei heterologer Verwendung von Samen Anspruch auf Auskunft aus dem Samenspenderregister. 
Nach einem Beschluss des BGH vom 19. Januar 2022 kann auch ein adoptiertes Kind von seiner leiblichen Mutter Auskunft über die Identität des leiblichen Vaters verlangen. Dieser Anspruch folge aus § 1618 BGB. Danach sind Eltern und Kinder einander Beistand und Rücksicht schuldig. Auch wenn die Vorschrift keine konkreten Sanktionen bei einem Verstoß vorsehe, könnten daraus für Eltern und Kinder wechselseitig Rechtsansprüche erwachsen.

## Schweiz
Aus Sicht der Rechtsprechung in der Schweiz steht fest, dass es „im Kindeswohl liegt, um seine eigene biologische Abstammung zu wissen.“ Nach Artikel 119 Abs. 2 lit. g BV und Artikel 27 des Fortpflanzungsmedizingesetzes (FMedG) besteht für volljährige Personen das Recht auf Kenntnis über die Abstammung.